# Il fantasma dentro la macchina
Il fantasma dentro la macchina (The Ghost in the Machine) è un saggio di psicologia filosofica di Arthur Koestler, pubblicato nel 1967. Il titolo è tratto dall'espressione filosofica "ghost in the machine" introdotta dal filosofo oxfordiano Gilbert Ryle ne Il concetto di mente del 1949 per indicare il dualismo cartesiano tra mente e corpo.
Koestler condivide il concetto di Ryle secondo cui la mente di un individuo non sarebbe un'entità non-materiale indipendente, che abita e governa temporaneamente un corpo. Al contrario, l'idea è che durante la sua evoluzione il cervello umano ha conservato le strutture precedenti, più primitive, e si è sviluppato sulla base di esse.
Il saggio cerca di spiegare la tendenza umana verso l'autodistruzione analizzando la struttura del cervello, la filosofia e le dinamiche cicliche storico-politiche, analizzando in particolare la corsa agli armamenti nucleari.

## Temi
Il saggio si inserisce nel dibattito sulla relazione tra mente e corpo, focalizzandosi in particolare sul dualismo cartesiano e sulle tesi di Ryle. Secondo l'approccio materialistico di Koestler, la personale esperienza di dualismo nasce dal concetto di olone.
Come olone, la mente ha una sua individualità, ma è anche parte integrata di un sistema di ordine superiore.
L'interazione di un olone corporale con il suo ambiente si manifesta attraverso un continuo interscambio di forze (ontogenetiche, abitudinali, linguistiche prescrittive e sociali), che viene alimentato dai segnali di vita di ciascun membro di tale ambiente. Tale interscambio viene percepito come lo spirito vitale da ciascun fantasma/ghost, ma rappresenta solo l'output semplificato di un corpo complesso di conoscenze, emergente dalla complessità delle regole e delle strategie di un gruppo.
L'approccio di Koestner al problema mente-corpo si contrappone a quello comportamentista, in particolare alla teoria comportamentista in psicologia di Burrhus Skinner.
Seguendo l'holon umano fino alle sue radici, il saggio va a spiegare la tendenza dell'umanità verso l'auto-distruzione sulla base della struttura del cervello, della filosofia e delle dinamiche cicliche storico-politiche. Un concetto fondamentale del libro è che il cervello trino dell'uomo si è evoluto sulla base di strutture cerebrali precedenti e più primitive e di conseguenza possiede connessioni inadeguate ed è predisposto al conflitto. Gli strati primitivi del cervello riescono a imporsi sulla logica razionale, e questo va a spiegare come un individuo possa provare sentimenti di odio, rabbia e sensazioni di stress.
Queste teorie vengono riprese e sviluppate da Koestler nella sua opera successiva Janus: A Summing Up del 1978, nella quale sviluppa ulteriormente la teoria dei rapporti tra gli holon.

## Citazioni
Nella serie TV Humans, nel terzo e quinto episodio della prima stagione il personaggio dell'androide Niska è ripreso mentre legge questo libro.
Il gruppo rock inglese The Police ha intitolato Ghost in the Machine un loro celebre album del 1981: Sting, leader del gruppo, lesse il libro durante una tournée e rimase molto colpito dalle teorie esposte, tanto da esserne influenzato in fase di scrittura dei brani dell'album.
Il libro compare anche nel decimo episodio della prima stagione della serie TV Person of Interest.

## Edizioni italiane
Il libro è stato pubblicato in italiano nelle seguenti edizioni:
- Arthur Koestler, Il fantasma dentro la macchina, Torino, Società Editrice Internazionale, 1970,  p. 492.